# Kirkuk

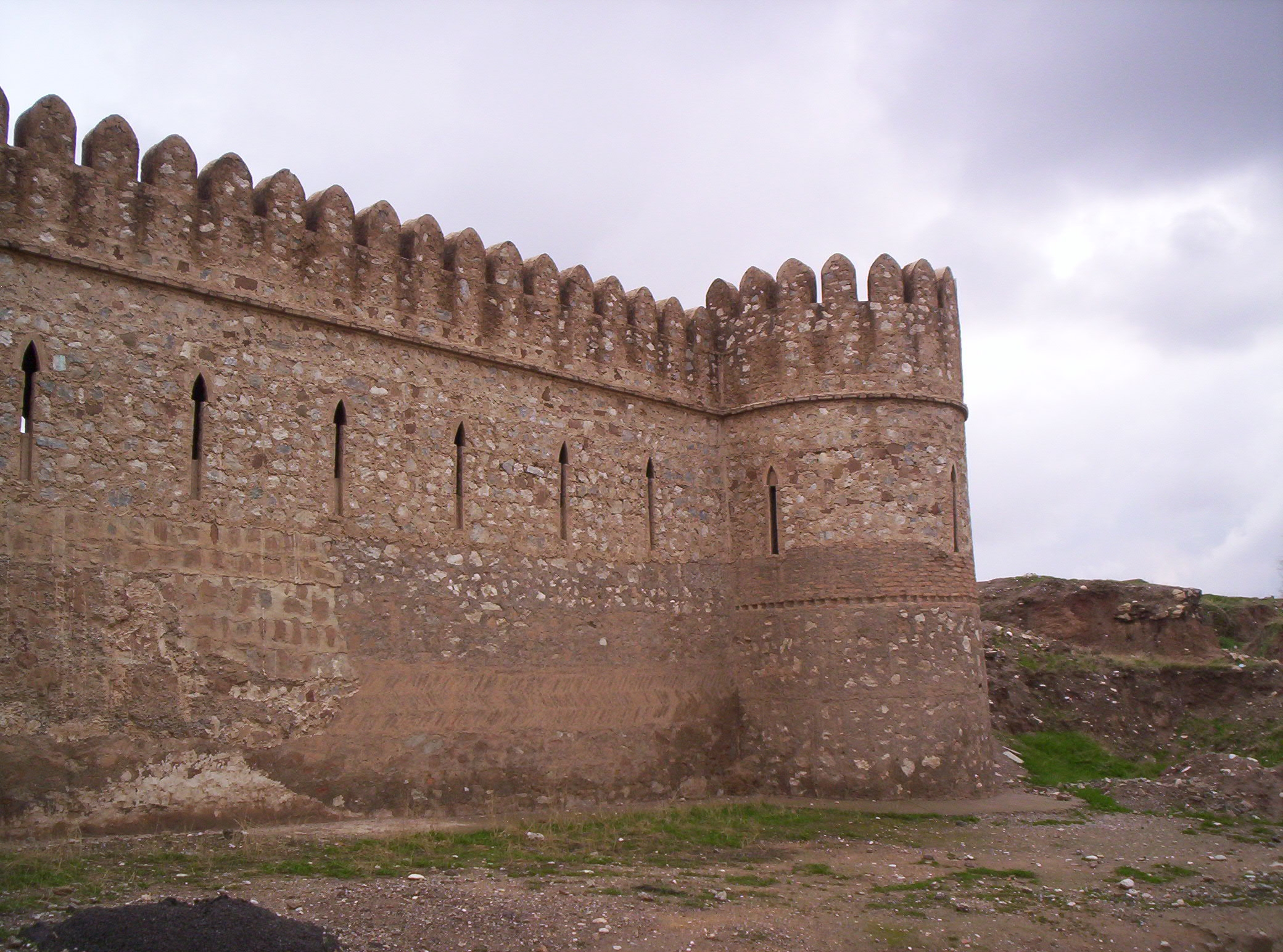
Citadellet i Kirkuk.

Kirkuk (arabiska كركوك, turkiska Kerkük) är en stad i norra Irak och är den administrativa huvudorten för provinsen Kirkuk. Det finns inga officiella uppgifter från sen tid över stadens befolkning, men det distrikt som hör till staden hade en uppskattad folkmängd av 924 792 invånare 2009, på en yta av 3 713 km².
Kirkuk ligger mitt i ett viktigt oljefält som rymmer cirka 10 miljarder fat olja. Därmed är staden den viktigaste för oljeindustrin i norra Irak. Två parallella oljeledningar, byggda 1977 och 1987, förbinder oljeindustrin i staden med Turkiet. Under 1990-talet passerade 50 % av Iraks oljeexport Kirkuk och var en av landets viktigaste inkomstkällor i FN:s olja mot mat-program. Kirkuk har en sammansatt befolkning, med turkmener, araber (såväl shiitiska som sunnitiska), kurder och kristna assyrier.
Under ba'athregimen tvångsförflyttades många av stadens kurdiska och turkmenska invånare för att lämna plats åt araber. Detta kallades arabiseringen av Kirkuk. I dagsläget har många återvänt till sina hem.